# Verisme
Verisme (it. verismo af vero, virkelig) er betegnelsen på en litterær-musikalsk, kras-realistisk stilretning i slutningen af 1800-tallet; den er beslægtet med den franske naturalisme. Udtrykket anvendes især om den operatype som Mascagni indledte med Cavalleria rusticana, og som fulgtes op af blandt andet Leoncavallo og Puccini.

## Historie
Verismen opstår i Italien, hvoraf ordet ”verismo” stammer . Rent historisk er verismen og de naturalistiske tanker starten på en større modstrømning, der finder sted i 1800-tallet. Man gik imod den romantiserede livsopfattelse, og naturalismen blev derfor udbredt i litterære sammenhænge. Naturalismens filosofiske parallel er den videnskabelige metodelære positivismen, der formuleredes af franskmanden Auguste Comte o. 1840. Disse retningers tænkemåde var at beskrive verden som den lod sig vise i sin fysiske form, altså det der lader sig erfare. Bestræbelserne lå i at skildre de undersøgte fænomener – hvad enten det var naturen eller menneskelige forhold – som kendsgerninger, der er underordnet en lovmæssighed. Hvad man i litterære sammenhæng forsøgte at skildre var derfor den elendighed, der fulgte med den samfundsmæssige udvikling. Verismen var således Italiens svar på denne naturalisme, der dog skilte sig ud fra den franske og engelske, der især beskæftigede sig med storbyens mennesker. I modsætning til disse markerede den litterære verisme sig som en regionalt bestemt retning.

## Eksempler
En af de førende litterære skikkelser i Italien var Giovanni Verga (1840-1923), der koncentrerede sig om livet i landsbyerne på Sicilien. De første komponister, der formidler verismen i sin prototypiske form er, som nævnt, Mascagni med Cavalleria Rusticana (1890) og Leoncavallos Bajadser (1891). De veristiske komponister bestræbte sig på at være så virkelighedstro i deres musikalske beskrivelser af miljøer, som publikum kendte fra landet eller byerne. Puccini kom således vidt omkring: Paris med La Bohème (1896), Rom med Tosca (1900), Nagasaki med Madame Butterfly (1904) og det vilde vesten med La Fanciulla del West (1910). En slags musikalske input fra hele verden, som ville skildre en form for kultur og livssituation, hvor verismen virkelig kom til udtryk fx ved, at handlingerne fokuserede på de store følelser. Det dramatiske skulle frem. Lidenskaben skulle være tydeligt til stede, både i den nedskrevne musik og i fortolkningen. Præcision ofredes til fordel for ”udtryk”. Klassisk kunnen og teknik ofredes for ”format”. Således blev den ”ægte”, fuldt udfoldede verismo, meget støjende.